# Honganur, Channapatna
Honganur là một làng thuộc tehsil Channapatna, huyện Ramanagara, bang Karnataka, Ấn Độ.